# Parteiselbstschutz
Der Parteiselbstschutz, abgekürzt PSS, war eine kurzfristige paramilitärische Organisation der KPD. Er war Teil des Antimilitärischen Apparats der KPD. Die Organisation wurde 1931 gegründet und 1932 aufgelöst.

## Geschichte
Einige Monate nach der Gründung des unbewaffneten Kampfbundes gegen den Faschismus im September 1930 wurde 1931 unter Aufsicht der KPD-Bezirksleitungen ein bewaffneter Parteiselbstschutz gegründet, der den Vormarsch der NSDAP in den Arbeitervierteln stoppen sollte. Diese Organisation, in Fünfergruppen untergliedert, war von Beginn an durch Grabenkämpfe gekennzeichnet. Einige ihrer Führer verlangten eine Besoldung und organisierten unabgestimmte Aktionen. Als führende Leiter des PSS galten Hans Kippenberger und Heinz Neumann, daneben waren unter anderem Alfred Schönherr und Max Matern aus Berlin sowie Tönnies Hellmann aus Hamburg für die Organisation tätig. Michael Klause hingegen sabotierte alle aktiven Einsatzbefehle und wurde auf Befehl Kippenbergers von seiner Position als Instrukteur im Parteiselbstschutz Berlin-Brandenburg enthoben.

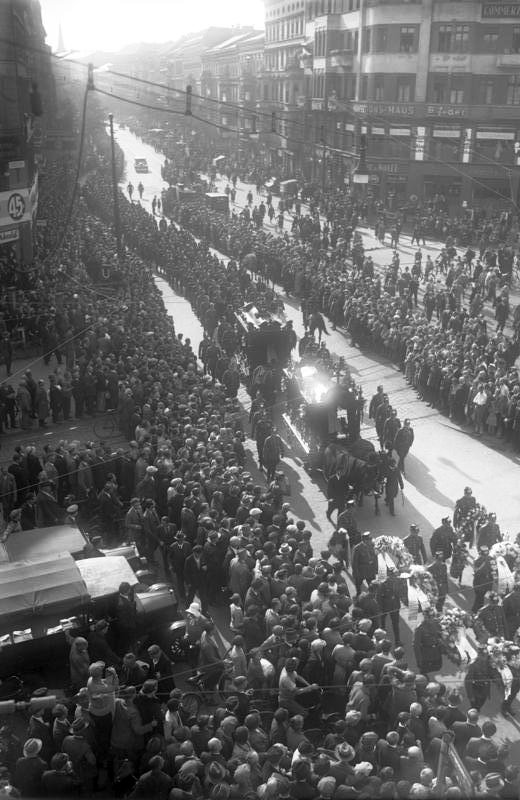
Trauerzug für die von Mielke und Ziemer ermordeten Polizisten, Berlin, August 1931

Neben der bewaffneten Absicherung von KPD-Aktionen wurden Spitzeldienste geleistet sowie auch Gewalttaten verübt. Besonders bekannt wurden die Morde auf dem Bülowplatz vom 9. August 1931, als Erich Mielke und Erich Ziemer die Polizeioffiziere Paul Anlauf und Franz Lenck erschossen und einen dritten Polizisten namens Richard Willig schwer verletzten. Nach der blutigen Aktion wurden Mielke und Ziemer in die Sowjetunion gebracht. Zudem verübten Angehörige des Parteiselbstschutzes mehrere bewaffnete Überfälle auf SA-Stützpunkte in Berlin (Gneisenaustraße, Röntgenthal, Richardstraße), die von der KPD-Führung als fraktionistische Machenschaften verurteilt wurden. Im September 1932, kurz vor dem Machtantritt der Nationalsozialisten, wurde der Parteiselbstschutz auf Beschluss des XII. Plenums der Komintern aufgelöst.